# Сатоши Омура
Сатоши Омура (јап. 大村 智, рођен 12. јула 1935) јапански је хемичар. Познат је по открићу и развоју разних фармацеутских препарата базираних на микроорганизмима. Омура је 2015. године награђен Нобеловом наградом за физиологију или медицину. Поред њега, добитници су Вилијам Кембел и Јују Ту.